# Susannah Darwin
Susannah Darwin (nata Wedgwood; Stoke-on-Trent, 3 gennaio 1765 – Shrewsbury, 15 luglio 1817) è stata una nobildonna inglese, madre di Charles Darwin.

## Biografia

### Primi anni
Nativa di Etruria, vicino a Stoke-on-Trent, nello Staffordshire, Susannah Wedgwood era la figlia di Josiah e Sarah Wedgwood e crebbe a Etruria Hall, la casa della famiglia Wedgwood a Stoke on Trent, che fu completata nel 1771. Alla sua nascita, l'attività di Josiah Wedgwood era già in espansione e di successo e lei crebbe in condizioni sempre più agiate. Era la maggiore degli otto figli dei Wedgwood, nota col soprannome affettivo di "Sukey" all'interno della famiglia. Il suo battesimo, avvenuto nel gennaio 1765 in casa a causa del maltempo, fu seguito da una cena a base di aragoste e vino porto per tutta la famiglia, anche se, come segno delle cose a venire, il padre dovette andarsene presto per occuparsi di questioni di lavoro.
All'età di sette anni, fu mandata in un collegio a Manchester, ma fece ritorno a casa per le vacanze estive "piena di pustole, bolle e secrezioni", secondo una lettera del padre. Quindi, fu portata alle terme di Buxton per riprendersi e, in seguito, fu istruita a casa, con visite occasionali a Londra per stare con l'amico e socio in affari del padre Thomas Bentley.

### Matrimonio con Robert Darwin

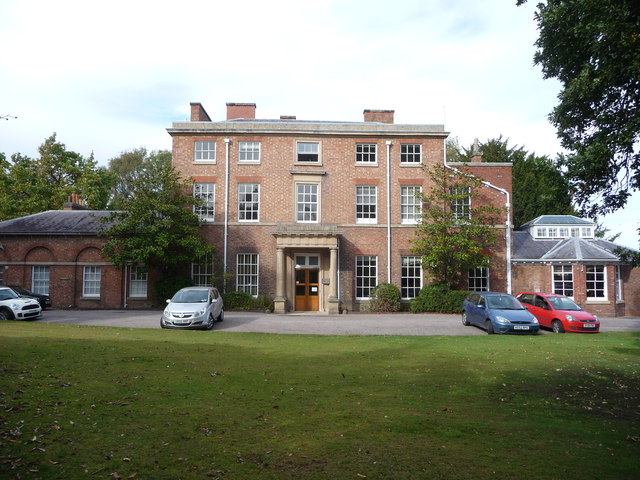
The Mount, nei pressi di Shrewsbury, casa del 1.800

Erasmus Darwin, padre di Robert Darwin, era da tempo amico di Josiah e lei conosceva la famiglia fin dall'infanzia, al punto che diede lezioni di musica a Erasmus Junior, che era un abile suonatore di clavicembalo. Robert e Susannah si fidanzarono nel 1794, rispettivamente all'età di 29 e 28 anni. Si sposarono solamente il 18 aprile 1796, quando era ormai consolidata la professione medica di Robert a Shrewsbury. Josiah era morto nel gennaio 1795, lasciando alla figlia 25.000 sterline, una somma molto considerevole per l'epoca. Nonostante le famiglie vivessero nelle Midlands, il matrimonio fu celebrato a St Marylebone, nel Middlesex, che all'epoca era parte di Londra. Non si trattava dell'attuale chiesa parrocchiale di St Marylebone, costruita solo nel 1813, ma di quella che oggi si chiama St Peter, in Vere Street, opportunamente molto vicina a Harley Street.
Dal 1800, quando fu completata, la famiglia visse a The Mount, nei pressi di Shrewsbury, località tuttora esistente. Il 12 febbraio 1809 diede alla luce Charles Darwin, il quinto dei suoi sei figli.

### Morte
Nel 1817 iniziò ad ammalarsi, con sintomi gastrointestinali che probabilmente erano segno di una grave ulcera o di un cancro allo stomaco. 
Morì il 15 luglio 1817 all'età di 52 anni. Lei, il marito e la figlia Susan sono sepolti nella chiesa di St Chad, a Shrewsbury.

## Discendenza

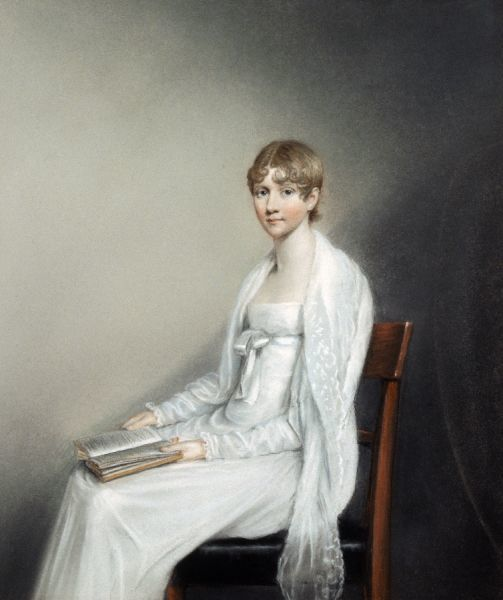
La figlia di Susannah Darwin, Caroline Wedgwood, nel 1816 all'età di 16 anni

Susannah Wedgwood ebbe i seguenti figli:
- Marianne Darwin (1798-1858), che sposò Henry Parker (1788-1858) nel 1824;
- Caroline Sarah Darwin (1800-1888), che sposò il cugino Josiah Wedgwood III;
- Susan Elizabeth Darwin (1803-1866), nubile;
- Erasmus Alvey Darwin (1804-1881);
- Charles Robert Darwin (1809-1882);
- Emily Catherine Darwin (1810-1866), sposata nel 1863 con Charles Langton, uomo di chiesa e vedovo della cugina Charlotte Wedgwood.

## Ascendenza
|                     |                |                      | Genitori        |  |  | Nonni |  |  | Bisnonni           |  |  | Trisnonni         |  |
|                     |                |                      |                 |  |  |       |  |  | Thomas Wedgwood II |  |  | Thomas Wedgwood I |  |
|                     |                |                      |                 |  |  |       |  |  | Thomas Wedgwood II |  |  | Thomas Wedgwood I |  |
|                     |                | Margaret Shaw        |                 |  |  |       |  |  | Thomas Wedgwood II |  |  |                   |  |
| Thomas Wedgwood III |                |                      |                 |  |  |       |  |  | Thomas Wedgwood II |  |  |                   |  |
|                     |                | Mary Leigh           | Thomas Leigh    |  |  |       |  |  |                    |  |  |                   |  |
|                     |                | Mary Leigh           | Thomas Leigh    |  |  |       |  |  |                    |  |  |                   |  |
|                     |                | Mary Leigh           | Elizabeth Beech |  |  |       |  |  |                    |  |  |                   |  |
| Josiah Wedgwood     |                | Mary Leigh           |                 |  |  |       |  |  |                    |  |  |                   |  |
|                     |                | Josiah Stringer      | …               |  |  |       |  |  |                    |  |  |                   |  |
|                     |                | Josiah Stringer      | …               |  |  |       |  |  |                    |  |  |                   |  |
|                     |                | Josiah Stringer      | …               |  |  |       |  |  |                    |  |  |                   |  |
| Mary Stringer       |                | Josiah Stringer      |                 |  |  |       |  |  |                    |  |  |                   |  |
|                     |                | Margaret Mouldsworth | …               |  |  |       |  |  |                    |  |  |                   |  |
|                     |                | Margaret Mouldsworth | …               |  |  |       |  |  |                    |  |  |                   |  |
|                     |                | Margaret Mouldsworth | …               |  |  |       |  |  |                    |  |  |                   |  |
| Susannah Darwin     |                | Margaret Mouldsworth |                 |  |  |       |  |  |                    |  |  |                   |  |
|                     | Aaron Wedgwood | Aaron Wedgwood       |                 |  |  |       |  |  |                    |  |  |                   |  |
|                     | Aaron Wedgwood | Aaron Wedgwood       |                 |  |  |       |  |  |                    |  |  |                   |  |
|                     | Aaron Wedgwood | Margaret Daniel      |                 |  |  |       |  |  |                    |  |  |                   |  |
| Richard Wedgwood    | Aaron Wedgwood |                      |                 |  |  |       |  |  |                    |  |  |                   |  |
|                     |                | Mary Hollins         | Richard Hollins |  |  |       |  |  |                    |  |  |                   |  |
|                     |                | Mary Hollins         | Richard Hollins |  |  |       |  |  |                    |  |  |                   |  |
|                     |                | Mary Hollins         | Mary            |  |  |       |  |  |                    |  |  |                   |  |
| Sarah Wedgwood      |                | Mary Hollins         |                 |  |  |       |  |  |                    |  |  |                   |  |
|                     |                | Thomas Irlam         | …               |  |  |       |  |  |                    |  |  |                   |  |
|                     |                | Thomas Irlam         | …               |  |  |       |  |  |                    |  |  |                   |  |
|                     |                | Thomas Irlam         | …               |  |  |       |  |  |                    |  |  |                   |  |
| Susannah Irlam      |                | Thomas Irlam         |                 |  |  |       |  |  |                    |  |  |                   |  |
|                     |                | Sarah Travis         | John Travis     |  |  |       |  |  |                    |  |  |                   |  |
|                     |                | Sarah Travis         | John Travis     |  |  |       |  |  |                    |  |  |                   |  |
|                     |                | Sarah Travis         | …               |  |  |       |  |  |                    |  |  |                   |  |
|                     |                | Sarah Travis         |                 |  |  |       |  |  |                    |  |  |                   |  |